# Bob Clement

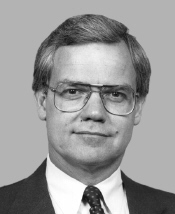
Bob Clement

Robert Nelson „Bob“ Clement (* 23. September 1943 in Nashville, Tennessee) ist ein US-amerikanischer Politiker. Zwischen 1988 und 2003 vertrat er den Bundesstaat Tennessee im US-Repräsentantenhaus.

## Werdegang
Bob Clement, der Sohn des früheren Gouverneurs Frank G. Clement, besuchte bis 1962 die Hillsboro High School in Nashville und studierte danach bis 1967 an der University of Tennessee in Knoxville. Anschließend setzte er bis 1968 seine Ausbildung an der University of Memphis fort. Von 1969 bis 1971 diente er in der Nationalgarde von Tennessee. Seit 1971 ist er als Reservist Mitglied dieser Truppeneinheit. Zwischen 1973 und 1979 gehörte er der Dienstleistungskommission des Staates Tennessee an.
Politisch schloss sich Clement der Demokratischen Partei an. 1978 strebte er erfolglos die Nominierung seiner Partei für die Gouverneurswahlen an. Von 1979 bis 1981 war er Vorstandsmitglied der Tennessee Valley Authority. Im Jahr 1982 kandidierte er noch erfolglos für den Kongress. Anschließend war er von 1983 bis 1987 Präsident der Cumberland University in Lebanon.
Nach dem Rücktritt des Kongressabgeordneten Bill Boner wurde Clement bei der fälligen Nachwahl für den fünften Sitz von Tennessee als dessen Nachfolger in das US-Repräsentantenhaus in Washington, D.C. gewählt, wo er am 19. Januar 1988 sein neues Mandat antrat. Nachdem er bei den folgenden sieben regulären Kongresswahlen jeweils in seinem Mandat bestätigt wurde, konnte er bis zum 3. Januar 2003 im Kongress verbleiben. 2002 war er einer von 81 demokratischen Abgeordneten, die für den Irakkrieg stimmten. Im gleichen Jahr verzichtete er zu Gunsten einer dann erfolglosen Kandidatur für den US-Senat auf eine mögliche Wiederwahl in das US-Repräsentantenhaus.
Im Jahr 2007 kandidierte Bob Clement erfolglos für das Amt des Bürgermeisters von Nashville. Nach seiner Niederlage in der Stichwahl gegen Karl Dean erklärte er, er habe nicht die Absicht, ein weiteres öffentliches Amt anzustreben. Clement ist mit Mary Carson aus Nashville verheiratet.